# Sumber Centeng
Sumber Centeng is een bestuurslaag in het regentschap Probolinggo van de provincie Oost-Java, Indonesië. Sumber Centeng telt 1418 inwoners (volkstelling 2010).